# Rousínovec
Rousínovec (německy Altraussnitz) je vesnice, část města Rousínova v okrese Vyškov. Nachází se jihovýchodně od Rousínova, při potoku Rakovci, v nadmořské výšce 235 metrů.

## Historie
První písemná zmínka o Rousínovci (dříve Starém Rousínově) pochází z roku 1331, kdy král Jan Lucemburský daroval část výnosu farního kostela v Rousínovci děkanství brněnské kapituly. Roku 1398 se zde již připomíná fara s farním kostelem svatého Václava. Tehdy byla k Rousínovci přifařena i Čechyně a Velešovice. Poté Rousínovec koupila svatopetrská kapitula v Brně od níž pravděpodobně dostal i pečeť z roku 1630 se zkříženým mečem, klíčem a radlicí. Sousední Rousínov bylo hrazené městečko, a tak během třicetileté války netrpělo tak jako Rousínovec. Na konci války v roce 1647 bylo zjištěno, že naživu zůstali pouze 4 z 20 usedlých. Před touto válkou bylo v Rousínovci 25 domů. Dne 9. června 1715 ves s kostelem a farou vyhořela, ohniskem požáru byla farní stodola. Tento požár byl tak silný, že se roztavily i zvony na kostelní věži. Další požáry zasáhly vesnici v roce 1807 (kdy shořela i báně kostela sv. Václava – od té doby má jen stanovou střechu) a 1857. Od roku 1833 je v Rousínovci škola. K Rousínovu byl Rousínovec připojen roku 1942, roku 1945 byl formálně osamostatněn, ale již roku 1948 byl k němu připojen definitivně. Jeho katastrální území bylo sloučeno s katastrálním území Rousínov u Vyškova roku 1968.

## Obyvatelstvo

### Struktura
Vývoj počtu obyvatel za celou obec i za jeho jednotlivé části uvádí tabulka níže, ve které se zobrazuje i příslušnost jednotlivých částí k obci či následné odtržení.
| Místní části   | Místní části    | 1869 | 1880 | 1890 | 1900 | 1910 | 1921 | 1930 | 1950 | 1961 | 1970 | 1980 | 1991 | 2001 | 2011 |
| -------------- | --------------- | ---- | ---- | ---- | ---- | ---- | ---- | ---- | ---- | ---- | ---- | ---- | ---- | ---- | ---- |
| Počet obyvatel | část Rousínovec | 338  | 328  | 380  | 362  | 546  | 541  | 671  | 645  | 734  | 618  | 607  | 310  | 373  | 590  |
| Počet domů     | část Rousínovec | 68   | 71   | 74   | 77   | 106  | 113  | 136  | 164  | –    | 166  | 170  | 131  | 134  | 221  |

## Pamětihodnosti
- Farní kostel sv. Václava - základní kámen byl položen na místě shořelého kostela 9. května 1718 a úplně dokončen byl v roce 1732.
- Barokní socha sv. Jana Nepomuckého z první poloviny 18. století.
- Kaplička sv. Floriána byla postavena roku 1731 a stávala na rozcestí při silnici do Slavkova. Při rozšiřování cesty roku 1932 byla zbořena.
- Pamětní deska Dominika Špatinky – na Pavizově mlýnu odhalená 14. srpna 1938.

## Osobnosti
- Dominik Špatinka (1808–1892), poslanec říšského selského sněmu, mlynář a vlastenec
- Václav Skřivánek (1862–1925), advokát, starosta města Vyškova, komunální politik a též uznávaný amatérský botanik

## Ulice
- Krejčířova, Kroužecká, Slavkovská, Trnečkova, U cihelny, U náhonu

## Galerie

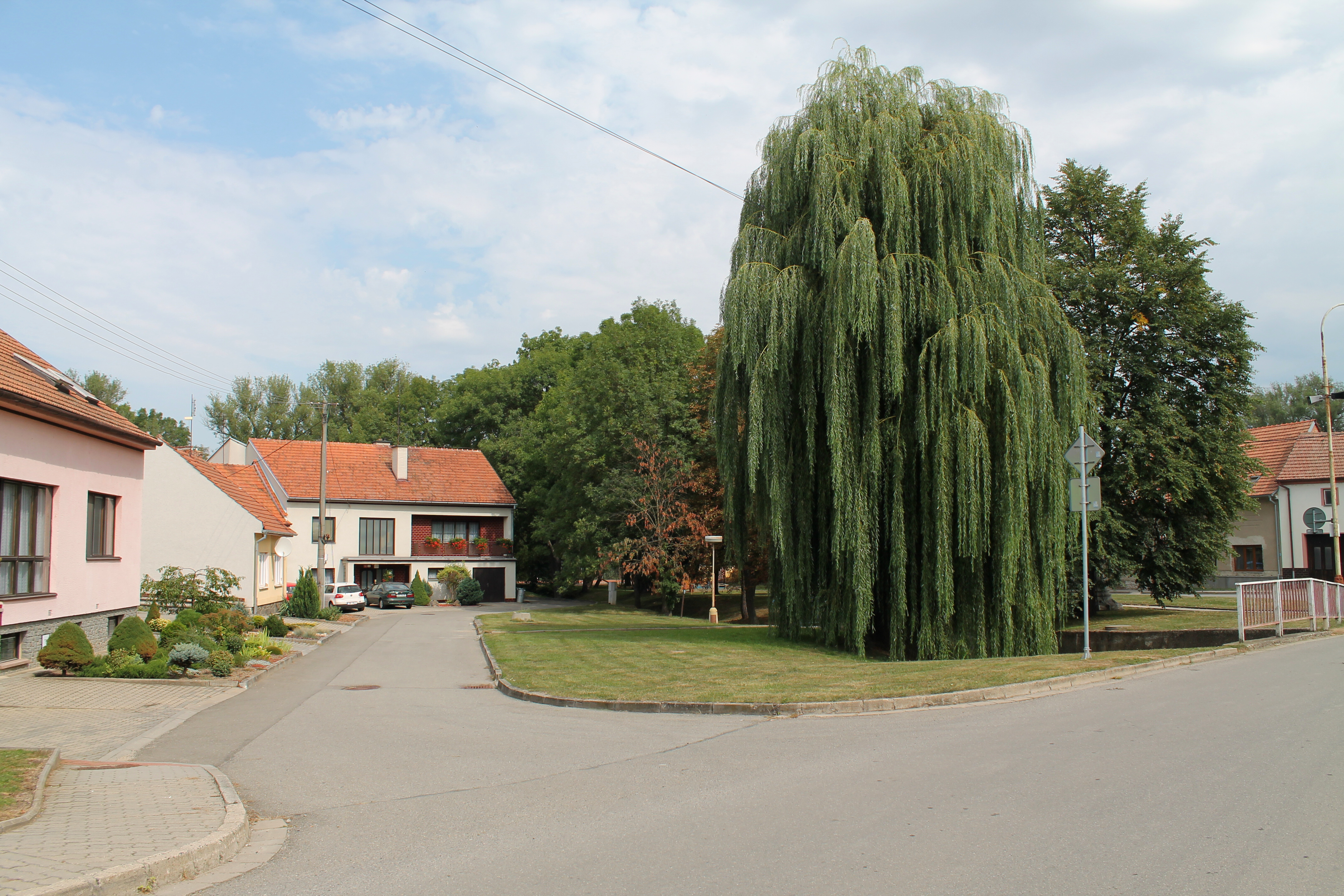
Náves v Rousínovci
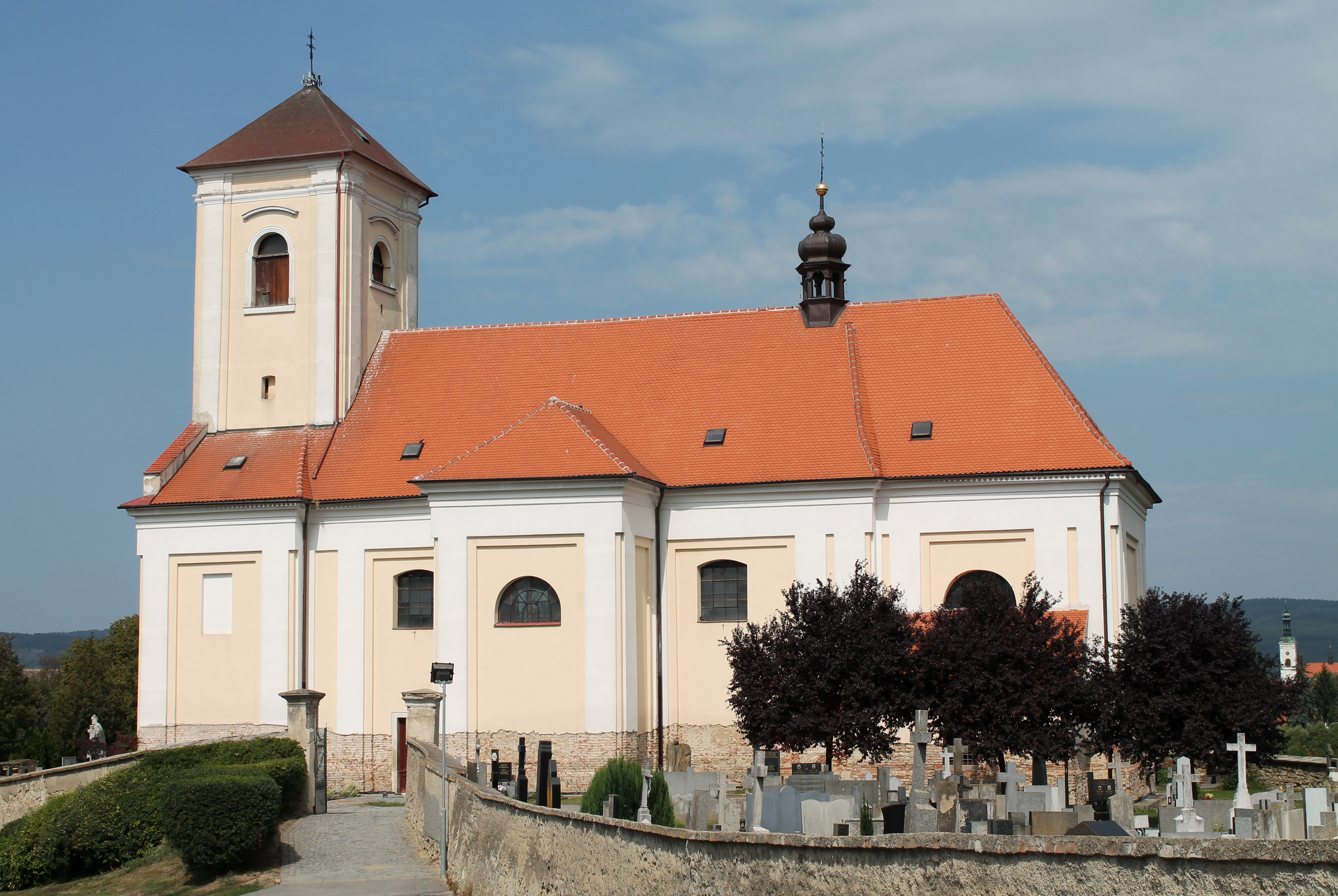
Kostel svatého Václava
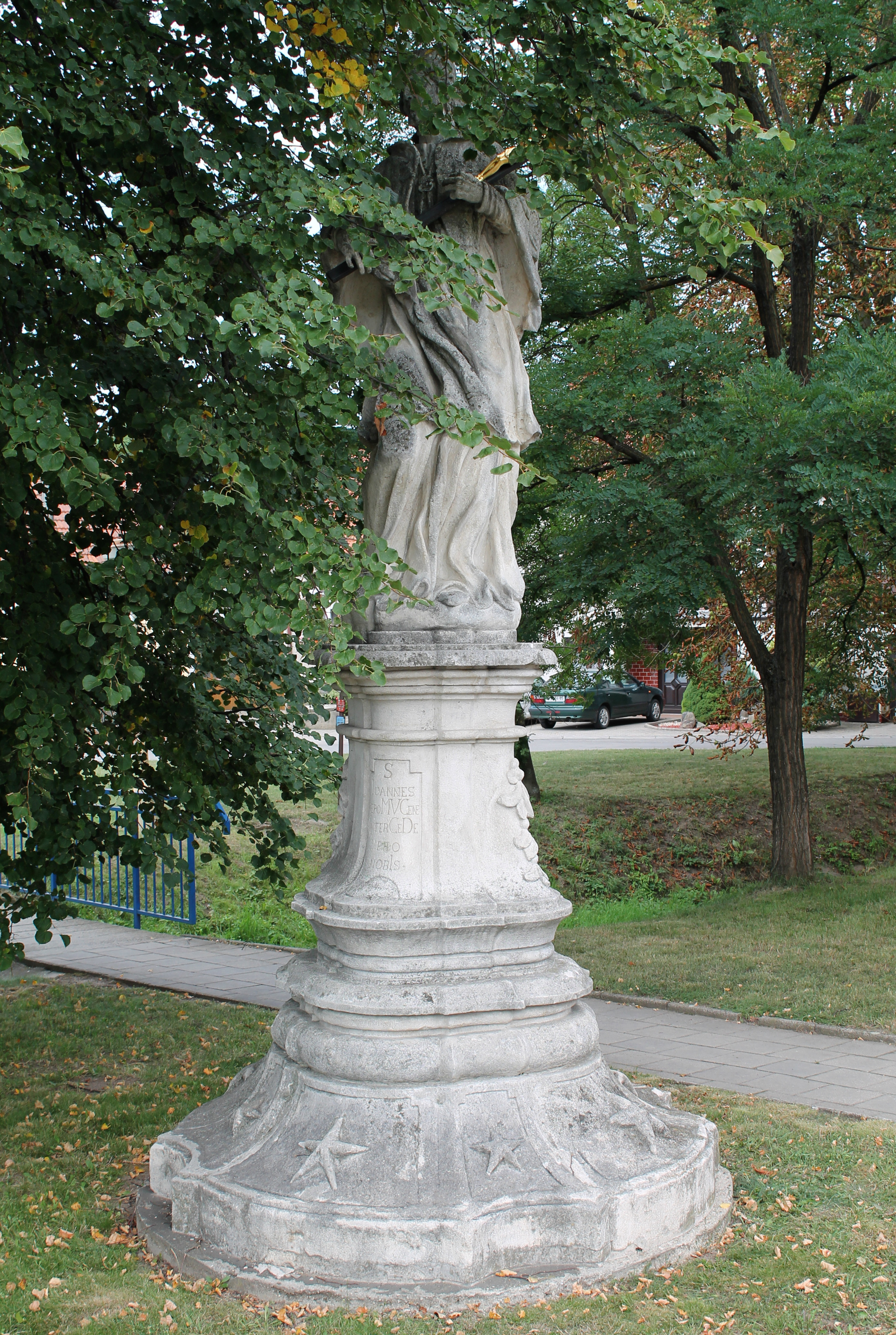
Socha svatého Jana Nepomuckého na návsi